# Реџеп Реџеповић Лепи
Реџеп Реџеповић Лепи (Загреб) је српски фолк певач.

## Биографија
Отац му је радио у Загребу, а мајка је отишла да се тамо породи, па је рођен на Чрномерецу. Након растанка родитеља, отац му остаје да ради у Загребу, а он одраста у Новом Пазару. Одрастао је са бабом и дедом који је био у партизанима.
Завршио је само основну школу и један разред средње школе, а како је истакао, није имао финансијских средстава да приушти основне ствари, нити књиге.
Из Новог Пазара одлази у Берлин где је радио као зидар, затим као надзорник, а касније као управник грађевинске фирме коју је основао. У Немачкој је живео и радио двадесет година.
Иза себе има три брака, а са последњом женом се два пута женио, има троје деце - сина и ћерке Салиху којој је дао име по баби и Шехерезаду. Од краја 2024. године живи у Сарајеву.

## Музичка каријера
Своју поезију креирао је у седмом разреду основне школе из усамљености, наставио да ствара и касније и направио песме, а највећи успех од њих доживела је Иза облака. У музичком свету узор му је Шабан Шаулић.
Снимио је велики број песама, а 2010. објавио је за издавачку кућу K:CN Records албум Иза облака. На албуму се највише истакла истоимена песма Иза облака, за коју је снимљен спот и након чијег објављивања је постао познат једном делу јавности. Широј јавности постао је познат након гостовања на подкасту Опет Лака у марту 2025. године.
Након дуже паузе, 25. априла 2025. године имао је наступ на фестивалу Београдско посело у клубу Запа база.